# 인포컴
인포컴(Infocom)은 매사추세츠주 케임브리지에 위치한 미국의 소프트웨어 기업으로, 수많은 인터랙티브 픽션 작품들을 제작했다. 비즈니스 애플리케이션, 관계형 데이터베이스(코너스톤)도 개발했다.
인포컴은 1979년 6월 22일 매사추세츠 공과대학교의 직원과 학생들에 의해 설립되었으며 1986년 독립적인 기업을 유지하다가 액티비전에 인수되었다. 액티비전은 1989년 인포컴 부서를 폐쇄하였지만 1990년대에 인포컴 조크 브랜드로 일부 타이틀을 출시했다. 액티비전은 2002년 인포컴 상표를 폐기했다.

## 타이틀

### 인터랙티브 픽션
- 조크 시리즈
  - Zork I: The Great Underground Empire
  - Zork II: The Wizard of Frobozz
  - Zork III: The Dungeon Master
- 더 위트니스 (1983년 비디오 게임)

### 기타 타이틀
- 배틀테크 게임
  - BattleTech: The Crescent Hawk's Inception
  - BattleTech: The Crescent Hawk's Revenge